# Grade de rudenie
În limba română, gradele de rudenie sunt descrise prin alianță, consangvinitate și prin adopție.

## Ascendența în linie dreaptă
Părinți
- formă de rudenie: de sânge
- linie de rudenie: directă ascendentă
- grad de rudenie: întâi

Părinții sunt mama și tatăl.
Bunici
- formă de rudenie: de sânge
- linie de rudenie: directă ascendență
- grad de rudenie: secundar

Bunicii sunt părinții părinților fiecărei persoane, deci fiecare persoană are patru bunici. Bunicii sunt denumiți astfel:
- bunic patern, tatăl tatălui persoanei,
- bunic matern, tatăl mamei persoanei
- bunică paternă, mama tatălui persoanei
- bunică maternă, mama mamei persoanei

În mod obișnuit, în baza speranței de viață persoana conviețuiește cel puțin pe timpul copilăriei și alături de bunici. Bunicii fac parte din familia lărgită sau extinsă a persoanei. În culturile tradiționaliste bunicii au rol în creșterea și educarea nepoților.
Străbunici
- formă de rudenie: de sânge
- linie de rudenie: directă ascendență
- grad de rudenie: terțiară

Străbunicii sunt părinții unuia dintre bunici, așadar persoana va avea opt străbunici (în cazul când părinții nu sunt veri).  Datorită creșterii speranței de viață în țările occidentale tot mai mulți străbunici trăiesc alături de strănepoții lor.
Stră-străbunici
- formă de rudenie: de sânge
- linie de rudenie: directă ascendență
- grad de rudenie: al patrulea

Stră-străbunicii sunt părinții unuia dintre străbunici, așadar în lipsa consangvinității fiecare persoana are 16 stră-străbunici. Se întâmplă în mod rar ca stră-străbunicii să conviețuiască alături de stră-strănepoți.

## Rude colaterale în linie directă
Frați și surori
- formă de rudenie: de sânge
- linie de rudenie: colateral
- grad de rudenie: secundar

Fratele sau sora persoanei este fiul sau fiica acelorași părinți cu ai persoanei, având trăsături comune.

## Descendența în linie dreaptă
Fii și fiice
- formă de rudenie: de sânge
- linie de rudenie: directă descendentă
- grad de rudenie: întâi

Nepoți și nepoate
- formă de rudenie: de sânge
- linie de rudenie: directă descendentă
- grad de rudenie: secundar

Strănepoți și strănepoate
- formă de rudenie: de sânge
- linie de rudenie: directă descendentă
- grad de rudenie: al treilea

## Grade de rudenie colaterale în linie ascendentă
Unchi și mătuși
- formă de rudenie: de sânge
- linie de rudenie: colateral ordinară
- grad de rudenie: al treilea

Unchiul și mătușa sunt frații unuia dintre părinții persoanei, dar de asemenea unchi și mătușă se numesc și soții/soțiile acestora care nu sunt rude de sânge ci prin alianță.

## Grade de rudenie colaterale de aceeași generație
Veri și verișoare
- formă de rudenie: de sânge
- linie de rudenie: colateral ordinară
- grad de rudenie: al patrulea

Verii și verișoarele sunt fiii unchilor și mătușilor persoanei.

## Grade de rudenie colaterale persoanei în linie descendentă
Nepoți și nepoate (de pe frați/surori)
- formă de rudenie: de sânge
- linie de rudenie: colateral preferențial
- grad de rudenie: al treilea

Nepoții sunt fiii fraților și surorilor, iar nepoatele sunt fiicele fraților și surorilor.

## Grade de rudenie prin alianță
Codul civil al României, intrat în vigoare în 2011, prevede următoarele: Afinitatea este legătura dintre un soț și rudele celuilalt soț. Rudele soțului sunt, în aceeași linie și același grad, afinii celuilalt soț.
Soț și soție
- formă de rudenie: prin alianță
- linie de rudenie: -
- grad de rudenie: întâi

Concubini
Concubinajul reprezintă o uniune liberă între două persoane care nu este consfințită legal. Legea sau comunitatea civilă nu recunoaște aceste uniuni libere ca grade de rudenie.

## Grade de rudenie prin alianță în linie ascendentă
Socri
- formă de rudenie: prin alianță
- linie de rudenie: colateral preferențial
- grad de rudenie: întâi

Socrul și soacra sunt părinții soțului/soției. 
Părinți vitregi sau adoptivi
- formă de rudenie: prin înfiere
- linie de rudenie: directă ascendentă
- grad de rudenie: întâi

## Grade de rudenie prin alianță de aceeași generație
Cumnați
- formă de rudenie: prin alianță
- linie de rudenie: colateral preferențial
- grad de rudenie: secundă

Cumnații și respectiv, cumnatele sunt frații/surorile soțului/soției precum și soții acestora. 
Frați vitregi
- formă de rudenie: prin adopție
- linie de rudenie: colateral preferențial
- grad de rudenie: secundă

## Grade de rudenie prin alianță pe linie descendentă
Gineri și nurori
- formă de rudenie: prin alianță
- linie de rudenie: directă descendentă
- grad de rudenie: întâi

Ginerele este soțul fiicei. Nora este soția fiului.
Fii adoptivi
- formă de rudenie: prin adopție
- linie de rudenie: directă descendentă
- grad de rudenie: întâi

Cuscri
În limbajul curent, tatăl unuia dintre soți în raport cu părinții celuilalt soț se numește cuscru  iar mama unuia dintre soți în raport cu părinții celuilalt soț este denumită cuscră.  Acest grad de afinitate se numește cuscrie sau cuscrenie.  și are ca rezultat încuscrirea.
În limba română există un cuvânt vechi și popular, fără valoare legală, pentru relațiile stabilite după botez, între nași și părinții botezatului: cumetrie, definit ca „rudenie spirituală“.